# Crassula bevilanensis
Crassula bevilanensis là một loài thực vật có hoa trong họ Crassulaceae. Loài này được Desc. mô tả khoa học đầu tiên năm 2007.